# Shot Show
Shot Show – coroczne targi strzeleckie oraz outdoorowe organizowane na terenie Stanów Zjednoczonych (od 2010 roku, regularnie w Las Vegas, we wcześniejszych latach również wielokrotnie na terenie tego miasta). Akronim SHOT pochodzi od pierwszych liter: Shooting, Hunting, Outdoor Trade, czyli: Targi Strzelectwa, Polowania oraz Outdooru.
Obok targów IWA, które odbywają się w Norymberdze (Niemcy), są to największe targi o profilu outdoorowym na świecie.
Targi te przyciągają w ostatnich latach ponad 60 tys. uczestników.

## Lokalizacja
Począwszy od pierwszych targów, które miały miejsce w 1979 roku, aż do 2009 roku, nie było stałego miejsca organizacji targów. Każdego roku miejsce było ustalane na nowo. Wraz z rokiem 2010 nastała stałość, jeśli chodzi o lokalizację organizacji targów i od tamtego czasu niezmiennie organizowane są one na terenie Las Vegas.
| Year | Data      | Miasto                                             | Uczestnicy |
| ---- | --------- | -------------------------------------------------- | ---------- |
| 1979 |           | St. Louis, Missouri                                | 5600       |
| 1980 |           | San Francisco, Kalifornia                          | 8500       |
| 1981 |           | Nowy Orlean, Luizjana                              | 17 800     |
| 1982 |           | Atlanta, Georgia                                   | 17 850     |
| 1983 |           | Dallas, Teksas                                     | 20 000     |
| 1984 |           | Dallas, Teksas                                     | 22 000     |
| 1985 |           | Atlanta, Georgia                                   | 19 200     |
| 1986 |           | Houston, Teksas                                    | 20 950     |
| 1987 |           | New Orlean, Luizjana                               | 19 500     |
| 1988 |           | Las Vegas, Nevada                                  | 19 800     |
| 1989 |           | Dallas, Texas                                      | 23 500     |
| 1990 |           | Las Vegas, Nevada                                  | 23 523     |
| 1991 |           | Dallas, Texas                                      | 25 525     |
| 1992 |           | Nowy Orlean, Louisiana                             | 23 262     |
| 1993 |           | Houston, Texas                                     | 25 030     |
| 1994 |           | Dallas, Texas                                      | 27 800     |
| 1995 |           | Las Vegas, Nevada                                  | 29 600     |
| 1996 |           | Dallas, Texas                                      | 28 500     |
| 1997 |           | Las Vegas, Nevada                                  | 35 102     |
| 1998 |           | Las Vegas, Nevada                                  | 32 759     |
| 1999 |           | Atlanta, Georgia                                   | 25 814     |
| 2000 |           | Las Vegas, Nevada                                  | 29 607     |
| 2001 |           | Nowy Orlean, Louisiana                             | 25 496     |
| 2002 |           | Las Vegas, Nevada                                  | 31 342     |
| 2003 |           | Orlando, Floryda                                   | 27 494     |
| 2004 |           | Las Vegas, Nevada                                  | 33 264     |
| 2005 |           | Las Vegas, Nevada                                  | 37 730     |
| 2006 |           | Las Vegas, Nevada                                  | 40 892     |
| 2007 |           | Orlando, Floryda                                   | 42 216     |
| 2008 |           | Las Vegas, Nevada                                  | 58 769     |
| 2009 | Sty 15–18 | Orlando, Floryda (Orange County Convention Center) | 48 907     |
| 2010 | Sty 19–22 | Las Vegas, Nevada (Sands Expo)                     | 58 444     |
| 2011 | Sty 18–21 | Las Vegas, Nevada (Sands Expo)                     | 57 390     |
| 2012 | Sty 17–20 | Las Vegas, Nevada (Sands Expo)                     | 61 017     |
| 2013 | Sty 15–18 | Las Vegas, Nevada (Sands Expo)                     | 62 371     |
| 2014 | Sty 14–17 | Las Vegas, Nevada (Sands Expo)                     | 67 000+    |
| 2015 | Sty 20-23 | Las Vegas, Nevada (Sands Expo)                     | ~64 000    |
| 2016 | Sty 19-22 | Las Vegas, Nevada (Sands Expo)                     | 54 547     |
| 2017 | Sty 17-20 | Las Vegas, Nevada (Sands Expo)                     | ~65 000    |
| 2018 | Sty 23-26 | Las Vegas, Nevada (Sands Expo)                     |            |
| 2019 | Sty 22-25 | Las Vegas, Nevada (Sands Expo)                     |            |
| 2020 | Sty 21-24 | Las Vegas, Nevada (Sands Expo)                     |            |

## Polskie marki na SHOT Show
Wśród licznych przedstawicieli z branży strzeleckiej i outdoorowej z różnych krajów, na targach SHOT Show pojawiają się także polskie akcenty. Jednymi z wystawców są polskie firmy, np. z branży tekstylnej o profilu militarnym Helikon-Tex, Direct Action oraz Fabryka Broni "Łucznik".